# بی‌فرزند
بی‌فرزند (به انگلیسی: Childless) فیلمی محصول سال ۲۰۰۸ و به کارگردانی چارلی لوی است. در این فیلم بازیگرانی همچون باربارا هرشی، جو مانتگنا، دایان ونورا، جیمز ناتن و ناتالی دریفس ایفای نقش کرده‌اند.